# 豪爾赫·科爾特斯
豪爾赫·科爾特斯（西班牙語：Jorge Cortez，1972年9月4日—），為巴拿馬的棒球選手之一，曾效力於中華職棒興農牛，中文登錄名為「克提茲」，守備位置為投手，並在2006年入選世界棒球經典賽巴拿馬棒球代表隊。

## 經歷
- 美國職棒辛辛那提紅人隊（小聯盟，2003年）
- 巴拿馬聯賽Panama Oeste（2005年～2006年）
- 中華職棒興農牛隊（2005年～2006年）
- 巴拿馬聯賽Panama Metro（2007年～2008年）
- 巴拿馬聯賽Panama Oeste（2009年～2014年）
- 巴拿馬職棒聯盟Roneros de Chiriqui（2011年10月～2012年1月）
- 巴拿馬青棒聯賽Panama Oeste青棒隊教練
- 巴拿馬青棒聯賽Panama Oeste青棒隊總監
- 巴拿馬青棒聯賽Panama Oeste青棒隊總教練

## 職棒生涯成績
| 年度   | 球隊   | 出賽 | 勝投 | 敗投 | 中繼 | 救援 | 完投 | 完封 | 四死 | 三振 | 責失 | 投球局數 | 防禦率 |
| ------ | ------ | ---- | ---- | ---- | ---- | ---- | ---- | ---- | ---- | ---- | ---- | -------- | ------ |
| 2005年 | 興農牛 | 11   | 3    | 1    | 0    | 2    | 0    | 0    | 9    | 25   | 18   | 54.2     | 2.96   |
| 2006年 | 興農牛 | 21   | 5    | 4    | 0    | 2    | 1    | 0    | 29   | 48   | 26   | 94.1     | 2.48   |
| 合計   | 2年    | 32   | 8    | 5    | 0    | 4    | 1    | 0    | 38   | 73   | 44   | 149.0    | 2.66   |

## 爭議
- 2006年球季中，克提茲於比賽中右肩及手肘肌腱撕裂因此離隊回國，但時隔一個多月，竟入選巴拿馬棒球代表隊，並在奧運資格賽泛美棒球錦標賽拿下勝投，令牛隊及台灣球迷十分錯愕[2]。

## 外部連結
- 豪爾赫·科爾特斯在台灣棒球維基館上的頁面（繁體中文）
- 豪爾赫·科爾特斯在美國職棒（英语）
- 豪爾赫·科爾特斯在中華職棒
- 豪爾赫·科爾特斯在Baseball-Reference.com（小聯盟以及海外聯盟）（英语）